# La Liste (X-Files)
La Liste (The List) est le 5e épisode de la saison 3 de la série télévisée X-Files. Dans cet épisode, Mulder et Scully enquêtent dans une prison sur un meurtrier qui vient d'être exécuté et a juré de revenir pour se venger après sa mort.
L'épisode a obtenu des critiques mitigées.

## Résumé
Dans une prison du comté de Leon, en Floride, Napoleon « Neech » Manley est exécuté sur la chaise électrique. Juste avant sa mort, il jure qu'il se réincarnera pour revenir se venger de cinq personnes qui l'ont tourmenté en prison. Lorsqu'un gardien de la prison est retrouvé mort dans la cellule de Manley quelques jours plus tard, Mulder et Scully s'emparent de l'affaire. Vincent Parmelly, un autre gardien, apprend à Scully qu'un prisonnier nommé Sammon Roque conserve la liste des personnes dont Manley a juré de se venger. La tête coupée d'un autre gardien est retrouvée peu après. Roque demande son transfert dans une autre prison en échange des trois derniers noms figurant sur la liste mais Brodeur, le directeur de la prison, refuse.
Pendant que Mulder et Scully rendent visite à la veuve de Manley, Brodeur tente d'extorquer par la force à Roque les trois noms de la liste. Quand Roque révèle à Brodeur que son nom figure sur la liste, Brodeur le bat à mort. Mulder doute toutefois que Roque soit la troisième victime de Manley, intuition qui lui est confirmée par John Speranza, un autre prisonnier. Mulder et Scully découvrent le corps décomposé du bourreau ayant officié à l'exécution de Manley, et c'est ensuite l'ancien avocat de Manley qui est retrouvé mort. Mulder et Scully apprennent que la veuve de Manley a une liaison avec Parmelly et soupçonnent ce dernier d'être l'assassin.
La veuve de Manley voit celui-ci apparaître devant elle. Elle confronte alors Parmelly, croyant que celui-ci est la réincarnation de son défunt mari. Lorsque Mulder et Scully arrivent chez elle pour arrêter Parmelly, ils découvrent qu'elle vient de le tuer. Brodeur, persuadé que la liste est désormais au complet, tue Speranza, qui en savait trop long à son sujet. Parmelly étant blâmé pour les meurtres précédents, Scully persuade Mulder, malgré les doutes de celui-ci, de clore l'affaire. Alors que Brodeur est dans sa voiture, il voit Manley apparaître derrière lui et l'attaquer. Sa voiture s'encastre dans un arbre, Manley faisant ainsi sa dernière victime.

## Distribution
- David Duchovny : Fox Mulder
- Gillian Anderson : Dana Scully
- Bokeem Woodbine : Sammon Roque
- Badja Djola : Napoleon « Neech » Manley
- John Toles-Bey : John Speranza
- Ken Foree : Vincent Parmelly
- April Grace : Danielle Manley
- J. T. Walsh : Leo Brodeur

## Production
Le département artistique de la série est chargé de construire un décor de prison convaincant. Il faut dix jours pour construire le décor, l'un des plus complexes de la saison, l'épisode dépassant ainsi le budget qui lui a été alloué. Ce décor est toutefois utilisé par la suite dans les épisodes Malédiction et Anagramme, et est également loué à d'autres productions.
De véritables asticots sont utilisés pour le tournage de plusieurs scènes de l'épisode. L'équipe des effets spéciaux n'ayant pas pu réaliser à temps une reproduction du corps de la première victime, un acteur est maquillé pour la scène de l'autopsie et des asticots sont répandus sur son corps. L'accident de voiture tout à la fin de l'épisode est décrit par le coordinateur des cascades comme la scène d'action la plus éprouvante à réaliser de toute la saison. Pour donner à l'épisode un aspect visuel différent, Chris Carter fait appliquer aux images une teinte de vert en postproduction.

## Accueil

### Audiences
Lors de sa première diffusion aux États-Unis, l'épisode réalise un score de 10,8 sur l'échelle de Nielsen, avec 19 % de parts de marché, et est regardé par 16,72 millions de téléspectateurs.

### Accueil critique
L'épisode recueille des critiques mitigées. Le magazine Entertainment Weekly lui donne la note de B+. Sarah Stegall, du site Munchkyn Zone, lui donne la note de 3/5. Zack Handlen, du site The A.V. Club, lui donne la note de B-.
Paula Vitaris, de Cinefantastique, lui donne la note de 2/4. John Keegan, du site Critical Myth, lui donne la note de 5/10. Dans leur livre sur la série, Robert Shearman et Lars Pearson lui donnent la note de 1,5/5, saluant la qualité de la réalisation mais critiquant sévèrement l'intrigue et les personnages. Le site Le Monde des Avengers lui donne la note de 1/4.

### Distinctions
Chris Carter est nommé en 1996 pour cet épisode au Directors Guild of America Award de la meilleure réalisation pour une série dramatique.